# Inessa Korkmaz
Inessa Jewgienjewna Korkmaz (ros. Инесса Евгеньевна Коркмаз), z domu Jemieljanowa (ros. Емельянова); w latach 1998–2002 używała również nazwiska Sargsian (ros. Саргсян) (ur. 17 stycznia 1972 w Saratowie)  rosyjska siatkarka, reprezentantka Rosji, a później, w latach 2004–2007 reprezentowała Azerbejdżan, środkowa.
Zdobyła srebrny medal na Igrzyskach Olimpijskich w 2000 r., a także dwukrotnie mistrzostwo Europy w 1997 i 2001 r.
Karierę sportową zakończyła w 2008 r.